# Michael-Leon Wooley
Pour les articles homonymes, voir Wooley.
Michael-Leon Wooley est un acteur américain né le 29 mars 1971 à Fairfax en Virginie.

## Filmographie

### Cinéma
- 2006 : Dreamgirls : Tiny Joe Dixon
- 2008 : La Ville fantôme : l'avocat de l'hôpital
- 2009 : La Princesse et la Grenouille : Louis l'alligator
- 2009 : My Father's Will : propriétaire du kiosque
- 2012 : Premium Rush : conducteur du camion de la NYPD
- 2013 : Superman contre Brainiac : Ron Troupe

### Télévision
- 1999 - 2000 : Cosby : George (2 épisodes)
- 2007 : Les As du braquage (The Knights of Prosperity) : Maurice (1 épisode)
- 2007 : New York, unité spéciale  : Stubby Ray (saison 9, épisode 8)
- 2009 : New York, unité spéciale : T-Mac (saison 11, épisode 10)
- 2010 : Les Pingouins de Madagascar : le chanteur (1 épisode)
- 2010 : Delocated (en) : la victime de la farce au café (1 épisode)
- 2010 : Batman : L'Alliance des héros : Kalibak et Darkseid (2 épisodes)
- 2010 - 2012 : Ugly Americans : Twayne Boneraper (22 épisodes)
- 2011 : Bored to Death : Le policier dans l'ascenseur (1 épisode)
- 2013 : Beware the Batman : Tobias Whale (2 épisodes)
- 2013 : Bravest Warriors : Impossibear (7 épisodes)
- 2019 : La Ligue des justiciers : Nouvelle Génération (Young Justice) : Darkseid (saison 3, épisode 7)
- 2020 : A.J and the Queen
- 2020 : Kipo et l'âge des animonstres : Tad Mulholland
- 2023 : Valkyrie Apocalypse : Māra

### Jeux vidéo
- 2008 : Grand Theft Auto IV : Juge Grady
- 2013 : Grand Theft Auto V : population locale